# Abdoul Karim Cissé
Abdoul Karim Cissé (sinh ngày 20 tháng 10 năm 1985)  là một thủ môn bóng đá đến từ Bờ Biển Ngà; anh thi đấu cho SC Gagnoa và Đội tuyển bóng đá quốc gia Bờ Biển Ngà.

## Sự nghiệp
Cầu thủ 31 tuổi đoạt danh hiệu Cầu thủ xuất sắc nhất tháng trao bởi Association des Footballeurs Ivoiriens vào tháng 3 năm 2015.

## Sự nghiệp quốc tế
Để về đích thứ ba ở Giải vô địch bóng đá châu Phi 2016, Karim đã có hai pha cản phá phạt đền thành công để từ chối bàn thắng của Guinée.

## Danh hiệu
1x Cầu thủ xuất sắc nhất tháng Association des Footballeurs Ivoiriens